# 氯铬酸铯
氯铬酸铯是一种无机化合物，化学式为CsCrO3Cl，它可由氯化铯和三氧化铬在盐酸溶液中加热反应得到。它是正交晶系晶体（BaSO4型），空间群Pnma。它在223±1 °C发生相变。它的稳定性比氯铬酸钾和氯铬酸铷高得多，其热分解固体产物是重铬酸铯、三氧化二铬和氯化铯。